# Tacoronte-Acentejo

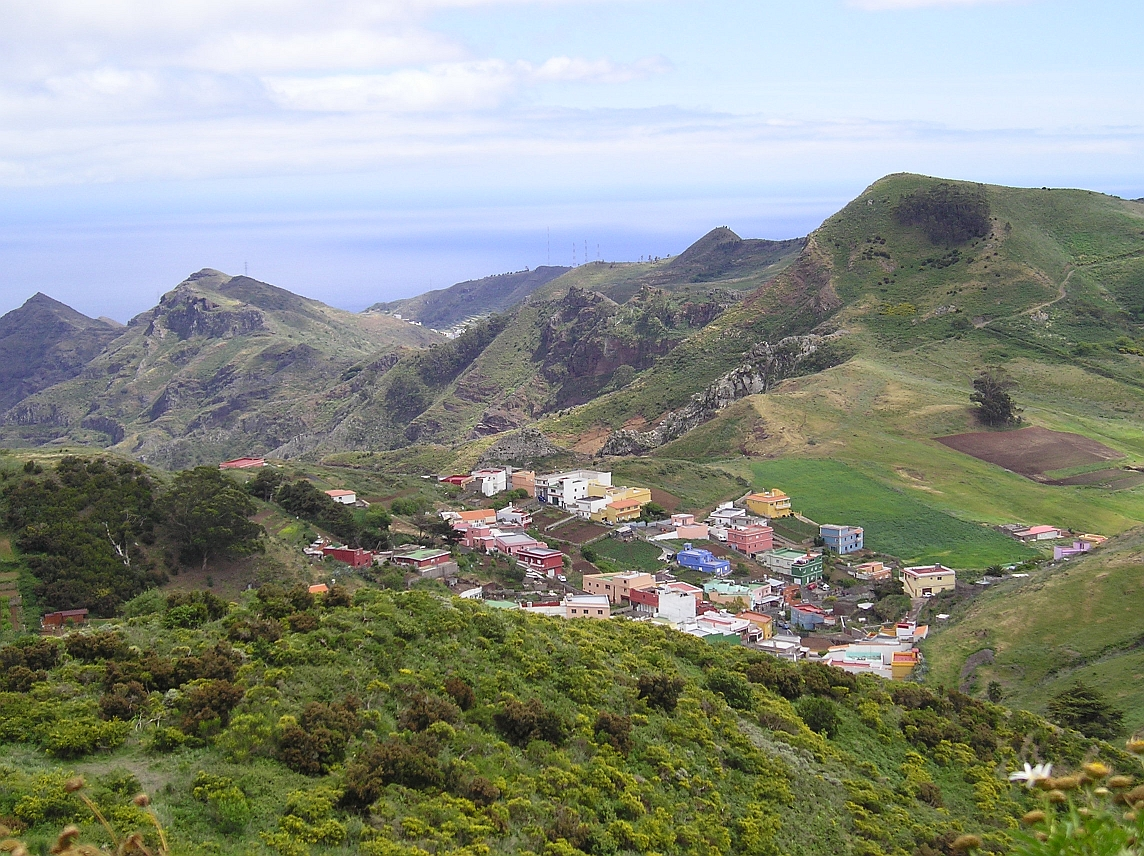
Zona del Macizo de Anaga con localidad típica.

Tacoronte-Acentejo es una zona vinícola con Denominación de origen (DO), situada en la isla de Tenerife de las Islas Canarias (España). Obtuvo la calificación de Denominación de origen en el año 1992 (Orden Ministerial de 7 de septiembre de 1992, publicada en el BOE de 24 de septiembre). Era la primera región vinícola de Canarias que obtuvo este reconocimiento. Posteriormente se ha modificado la legislación: Órdenes Ministeriales de 13 de mayo de 1998, de 19 de octubre de 2000 y de 9 de marzo de 2004.

## El entorno
Los viñedos de esta denominación de origen se encuentran en la vertiente norte de la Cordillera Dorsal de la isla de Tenerife (Islas Canarias). Recibe toda la humedad del Atlántico gracias a los vientos alisios. La mayor parte del viñedo está entre los 300 y los 750 m s. n. m.
Aquí se cultiva la vid en terrazas o bancales. Se forma la cepa de la manera que es tradicional en esta comarca, en rastras esto es formando líneas muy separadas o en formas apoyadas en soportes llamados horquetas. Ocupan toda la superficie de la parcela hasta la vendimia. Después, se recogen sobre la línea y se cultiva la parcela de otros productos, entre ellos patatas.
Se extiende por los municipios de Tacoronte, Santa Úrsula, Tegueste, La Matanza de Acentejo, La Victoria de Acentejo, el Sauzal, La Laguna y parte del de Santa Cruz de Tenerife. Dentro de esta denominación, se distingue la zona de Anaga, dentro del parque rural de Anaga, con un bosque tipo laurisilva.

## Uvas

### Blancas
- Listán blanco, variedad preferente
- Gual, variedad preferente
- Marmajuelo, variedad preferente
- Malvasía, variedad preferente
- Breval
- Burrablanca
- Moscatel
- Pedro Ximénez
- Verdello
- Vijariego
- Forastera blanca
- Torrontés
- Albillo
- Sabro
- Bastardo blanco o baboso blanco

### Tintas
- Listán negro, variedad preferente
- Negramoll, variedad preferente
- Tintilla
- Moscatel negro
- Malvasía rosada
- Castellana negra
- Cabernet sauvignon
- Merlot
- Pinot noir
- Ruby cabernet
- Syrah
- Tempranillo
- Bastardo negro o Baboso negro
- Listán Prieto
- Vijariego negro

## Tipos de vino
Se hacen diferentes tipos de vino:
- Blancos jóvenes, con una graduación alcohólica mínima de 10%
- Blancos macerados tradicionales, graduación mínima 12 %
- Blancos tradicionales (producido, elaborado y embotellado en la subzona de Anaga), graduación mínima 13 %
- Rosados, graduación mínima 10,5 %
- Tintos, graduación mínima 12 %
- Malvasía clásico (100% Malvasía sobremadura por recolección tardía o asoleado), graduación mínima 15 %
- Vino de licor, graduación mínima 15 %
- Dulces, graduación mínima 11,5 %

## Bodegas
- Bodega Presas Ocampo
- Bodega Caldos de Anaga,S.L.
- Bodegas El Mocanero, S.L.
- Bodegas Cráter.S.L.
- Bodega Don Gustavo
- Bodegas Insulares Tenerife, S.A.

## Añadas
- 1991 Buena
- 1992 Muy buena
- 1993 Buena
- 1994 Buena
- 1995 Muy buena
- 1996 Buena
- 1997 Muy buena
- 1998 Muy buena
- 1999 Regular
- 2000 Muy buena
- 2001 Muy buena
- 2002 Buena
- 2003 Muy buena
- 2004 Buena
- 2005
- 2014 Muy Buena